# Joaquim Rodríguez
Rodríguez  Oliver est un nom espagnol. Le premier nom de famille, en général paternel, est Rodríguez ; le second, en général maternel, souvent omis, est Oliver.
Pour les articles homonymes, voir Rodríguez et Oliver.
Joaquim Rodríguez Oliver, surnommé Purito, né le 12 mai 1979 à Barcelone, est un coureur cycliste espagnol. Il est professionnel de 2001 à 2016. Il s'est classé numéro 1 mondial en 2010, 2012 et 2013. Il a remporté plusieurs classiques prestigieuses : la Flèche wallonne 2012, ainsi que le Tour de Lombardie 2012 et 2013. Il termine sur le podium au moins à une reprise sur chacun des trois grands tours et compte quatorze victoires d'étapes : neuf sur le Tour d'Espagne, trois sur le Tour de France et deux sur le Tour d'Italie. Il s'est également adjugé des courses par étapes comme le Tour de Catalogne 2010 et 2014 et le Tour du Pays basque 2015.

## Carrière

### Des débuts à la carrière amateur puis espoir
Après avoir pratiqué le football, Joaquim Rodríguez s'oriente vers le cyclisme sous l'impulsion de son frère Victor. Il évolue successivement dans le Club Ciclista Maco puis le Club Ciclista Nicky's avant d'évoluer en amateur au Hospitalet-Vestisport puis en espoirs dans l'équipe Iberdrola-Loina, réserve de l'équipe espagnole ONCE-Deutsche Bank. Il devient stagiaire en 2000 dans cette dernière et participe avec cette formation au Tour de l'Avenir qu'il termine à la quarante-neuvième place.

### Équipier dans les équipes espagnoles (2001-2009)

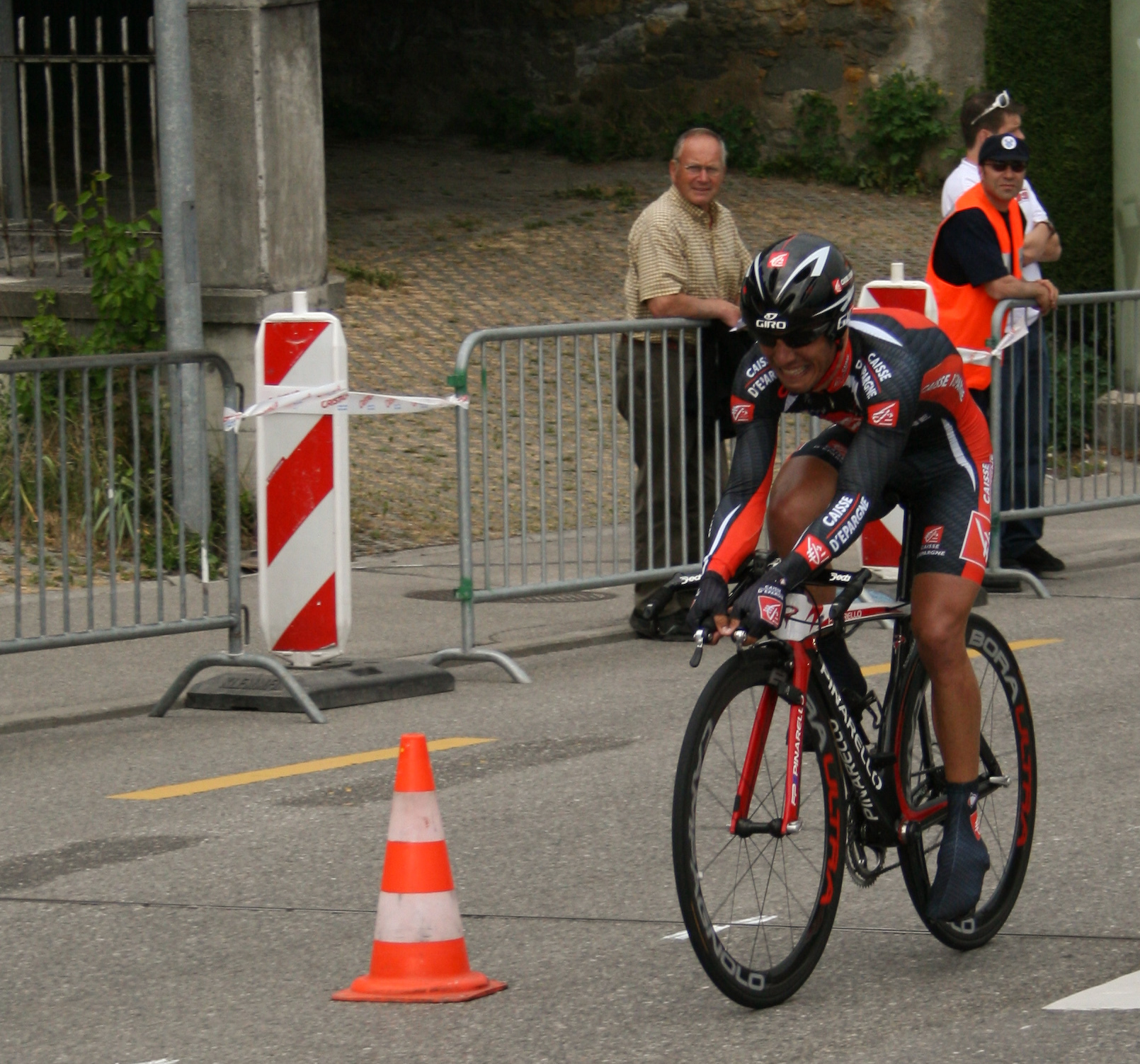
Prologue du Tour de Romandie 2007

Joaquim Rodríguez commence sa carrière professionnelle en 2001, dans l'équipe ONCE-Eroski, dans laquelle il a été stagiaire l'année précédente. C'est pendant la préparation hivernale qu'il est surnommé Purito pour la première fois. Il participe durant cette saison à son premier grand tour, le Tour d'Italie, avec pour leader Abraham Olano. Celui-ci se classe deuxième de la course, derrière Gilberto Simoni. Rodríguez est 80e. Il gagne en fin de saison l'Escalade de Montjuïc, course dont il a déjà été lauréat en catégorie espoirs et cadets, devant son coéquipier Joseba Beloki.
Lors du Tour d'Espagne 2003, il remporte avec la ONCE-Eroski la première étape, disputée en contre-la-montre par équipes. Cinquième d'étape le lendemain, il prend le maillot de oro de leader du classement général à son coéquipier Igor González de Galdeano. Il le garde deux jours, puis le cède deux jours plus tard à un autre coureur de l'équipe Once, Isidro Nozal. Celui-ci conserve la première place pendant la majeure partie de la Vuelta, notamment en gagnant deux étapes contre-la-montre, puis la perd lors de l'avant-dernière étape, un contre-la-montre en côte, en cédant plus de deux minutes au vainqueur Roberto Heras. Nozal se classe deuxième du classement général. Joaquim Rodríguez est 26e, en ayant remporté entretemps la huitième étape, au Pla de Beret.
Joaquim Rodríguez est considéré comme l'un des meilleurs Espagnols de sa génération. Vainqueur du classement de la montagne du Tour d'Espagne en 2005 devant Eladio Jiménez, il a terminé sixième (2008) et septième (2009) de la Vuelta. souvent dans l'ombre de ses leaders notamment chez la Caisse d'Épargne où il aide Alejandro Valverde durant plusieurs années à gagner de nombreuses courses, il est l'un des artisans principaux de la victoire de celui-ci sur le Tour d'Espagne 2009, l'accompagnant en montagne. Mais il réussit à gagner quelques courses étant parfois leader ce qui lui permet de remporter des étapes de Paris-Nice, du Tirreno-Adriatico ou le championnat d'Espagne sur route en 2007.

### Katusha (2010-2016)

#### Numéro 1 mondial en 2010

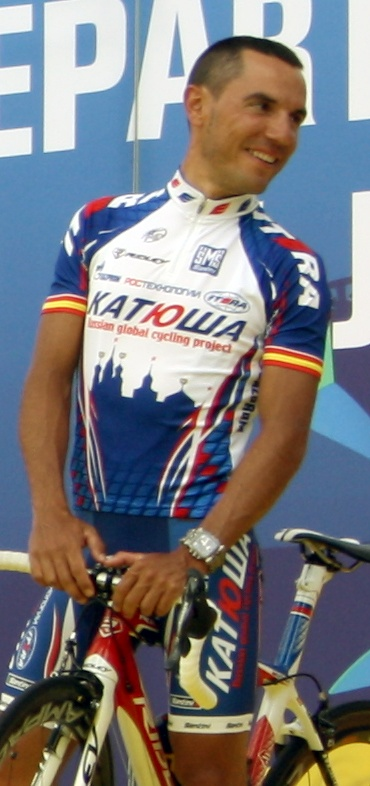
Joaquim Rodríguez lors de la présentation du Tour de France 2010

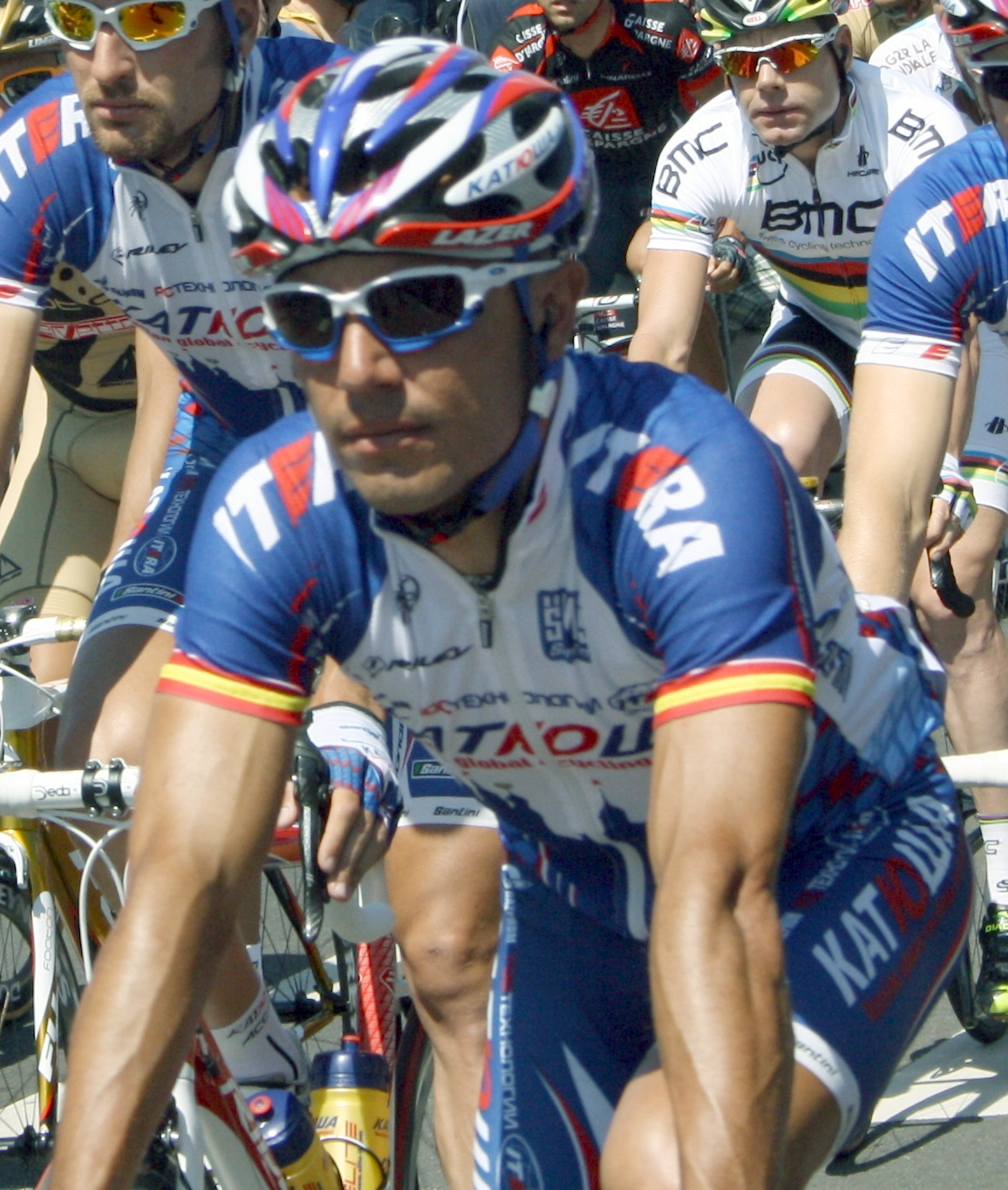
Joaquim Rodríguez au départ de la 1re étape du Tour de France 2010

En 2010, Joaquim Rodríguez a un statut de leader après s'être engagé chez Katusha. Quelques mois après son arrivée dans l'équipe, il déclare : « Chacun a ses propres aspirations, et je pense que je suis arrivé à un moment où je devais arrêter de travailler pour les autres et assumer davantage de responsabilités. De plus, l'offre de Katusha était très tentante au niveau sportif et économique. ».
Il confirme ce nouveau statut lors de Paris-Nice où il se classe sixième. Il gagne ensuite le Tour de Catalogne puis le GP Miguel Indurain. Sur cette course, il s'impose lors de la montée finale avec six secondes d'avance sur son ancien leader, Alejandro Valverde. Il se classe troisième sur le Tour du Pays basque avec une victoire d'étape. Sur les classiques ardennaises, il prend la deuxième place de la Flèche wallonne derrière Cadel Evans qui lui permet de prendre pour quelques jours la tête du classement mondial. Il fait ensuite une coupure après les ardennaises pour revenir lors du Tour de Suisse où il termine la neuvième place en étant en préparation pour le Tour de France, le premier de sa carrière.
Lors du Tour, il gagne la douzième étape à Mende sur des pentes à plus de 10 % devant Alberto Contador, qu'il a été le seul à pouvoir suivre lors de la montée finale. Il se classe troisième de l'étape reine au Tourmalet. Il finit septième du classement général,. Une semaine après le Tour, il prend part à la Classique de Saint-Sébastien. Il se classe cinquième après avoir attaqué sans réussite.
Faisant partie des favoris, il arrive sur la Vuelta avec des ambitions. Il déclare ainsi lors du second jour de repos : « Je suis venu sur la Vuelta avec trois objectifs : 1. Porter le maillot rouge, 2. Remporter une étape, 3. Gagner la Vuelta »,. Deuxième derrière Philippe Gilbert à Málaga puis quatrième le lendemain, il se trouve deuxième du classement général dans le même temps que le leader Igor Antón au soir de la huitième étape. Il s'empare du maillot rouge de leader lors de la 10e étape grâce à une bonification. Cependant, Purito le perd le lendemain à la suite d'une défaillance. Il se retrouve alors quatrième du classement général à 1 minute 17 secondes d'Antón qui reprend la tête de la course. Lors d'une 14e étape marquée par l'abandon d'Antón sur chute, à Peña Cabarga, Rodríguez place une attaque sur un passage à 18 % qui lui permet de lâcher l'Italien Vincenzo Nibali et remporte ensuite cette étape en solitaire. Deux jours plus tard, une nouvelle attaque sur Nibali lui permet de reprendre le maillot rouge aux dépens de l'Italien. Le contre-la-montre de Peñafiel met un terme à ses ambitions de victoire finale. 106e de l'étape à plus de 6 minutes du vainqueur, Peter Velits, il se retrouve cinquième à 3 minutes 44 secondes de Nibali qui reprend le maillot rouge. Il termine finalement quatrième de cette Vuelta à plus de 4 minutes de l'Italien, ce qui lui permet de devenir numéro 1 mondial, rang qu'il conserve en fin de saison. Il renonce par ailleurs à concourir lors des championnats du monde sur route.

#### 2011

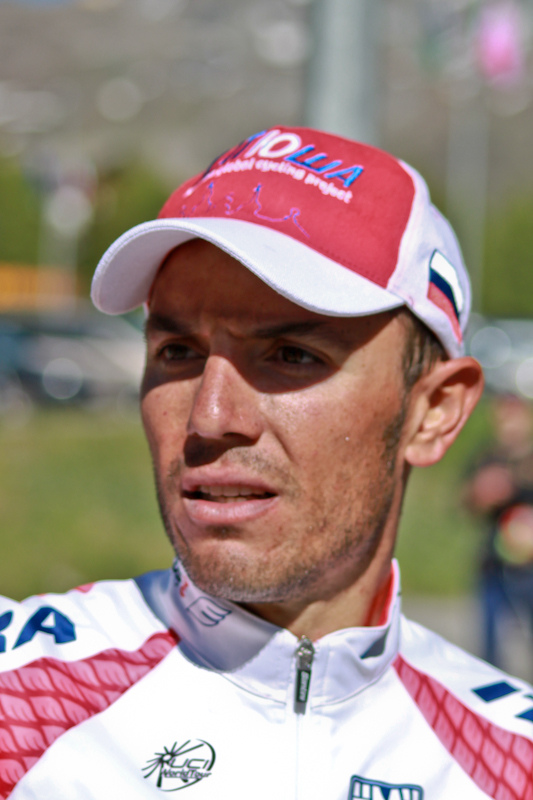
Joaquim Rodríguez lors du Tour d'Italie 2011

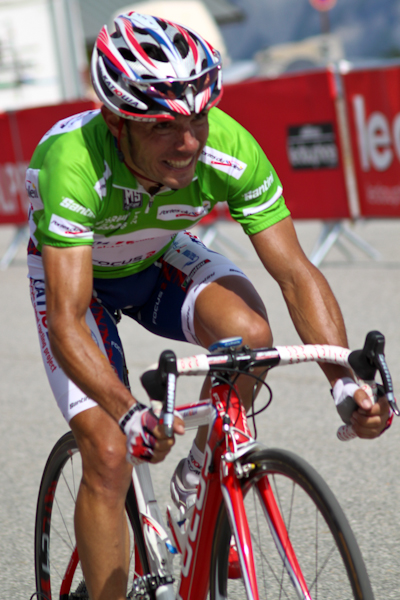
Joaquim Rodríguez lors du Critérium du Dauphiné 2011

L'année suivante, Rodríguez décide de ne pas participer au Tour de France pour se consacrer au Tour d'Italie et au Tour d'Espagne, deux grands tours qu'il se sent capable de remporter. Son début de saison est perturbé par un kyste au fémur gauche qui l'empêche de courir Tirreno-Adriatico à fond. À la suite de cette blessure il doit renoncer au Tour de Catalogne dont il est le tenant du titre.
Il fait son retour au Grand Prix Miguel Indurain où il est également tenant du titre et où il se classe neuvième. Il obtient sa première victoire en avril lors du Tour du Pays basque. Vainqueur de la première étape, il est en tête de l'épreuve à égalité de temps avec l'Allemand Andreas Klöden et son compatriote Samuel Sánchez au départ de la dernière étape, un contre-la-montre. 33e de celui-ci, il recule à la onzième place du classement final d'une course remportée par le coureur allemand. La semaine suivante, l'Amstel Gold Race est la première des classiques ardennaises 2011. Initiateur d'une attaque lors de la montée finale du Cauberg, il ne peut empêcher le retour du Belge Philippe Gilbert qui le devance finalement de deux secondes. Quatre jours plus tard, il est de nouveau devancé par Gilbert lors de la Flèche wallonne. Il figure parmi les favoris du Giro et dispose d'une équipe capable de l'aider en montagne avec par exemple Danilo Di Luca ou Pavel Brutt, huitième du Tour de Romandie disputé une semaine avant le départ du Tour d'Italie. Il termine quatrième du Tour d'Italie,. Sur le Critérium du Dauphiné, il termine deuxième de la première étape derrière Jurgen Van den Broeck. Il remporte les deux dernières étapes (l'étape-reine au Collet d'Allevard et le lendemain à la Toussuire) à la suite d'attaques décisives dans le final des ascensions. Il se classe ainsi cinquième de l'épreuve, remportant également les classements par points et du meilleur grimpeur. À l'issue de cette course, il remonte à la cinquième place du classement UCI World Tour. En août, après une troisième place lors de la Classique de Saint-Sébastien après le déclassement de Carlos Barredo, Rodríguez remporte le Tour de Burgos et aborde la Vuelta parmi les favoris. Il remporte deux victoires sur des terrains pentus à Valdepeñas de Jaén et San Lorenzo de El Escorial. Cette dernière victoire lui permet de prendre le maillot rouge de leader. Il est néanmoins en recul dans la haute montagne, se classant finalement 19e et ratant de peu le maillot vert, qu'il abandonne lors de la dernière étape à Bauke Mollema.

#### Première victoire sur un monument du cyclisme: 2012
Rodríguez commence sa saison sur le Challenge de Majorque au début du mois de février. Sur le Tour d'Oman, l'Espagnol est septième de l'étape de montagne ce qui lui permet d'être septième du classement final. Il remporte en mars sa première victoire, une étape de Tirreno-Adriatico, une épreuve dont il est sixième du classement général. Le mois suivant, il gagne deux étapes consécutives du Tour du Pays basque et mène l'épreuve à une journée du terme comme l'année précédente. La dernière étape se déroulant en contre-la-montre qui est une discipline que Rodríguez n'affectionne pas, il y perd son maillot de leader et termine deuxième du final derrière Samuel Sánchez. Sixième de cette étape, Rodríguez est content de son résultat qui montre selon lui ses progrès dans cette discipline spécifique. Joaquim Rodríguez aborde les classiques ardennaises parmi les favoris en raison de ses podiums passés et de la méforme annoncée de Philippe Gilbert, vainqueur sortant des trois classiques. 24e de l'Amstel Gold Race à l'issue de la montée du Cauberg, il s'impose trois jours plus tard au terme de la Flèche wallonne. Il attaque à 300 mètres du sommet et lâche ses adversaires. Il devance Michael Albasini et Philippe Gilbert au sommet du mur de Huy. Lors de Liège-Bastogne-Liège, à la suite d'une attaque de Vincenzo Nibali dans la descente de la côte de la Roche-aux-faucons, Rodríguez part en contre avec Maxim Iglinskiy. Distancé dans la côte de Saint-Nicolas par le Kazakh qui dépasse Nibali dans le dernier kilomètre avant de s'imposer en solitaire, Rodríguez se classe quinzième à l'arrivée.
Joaquim Rodríguez dispute ensuite le Tour d'Italie et figure parmi les prétendants à la victoire,. À l'issue des quatre premiers jours de course, censés lui être défavorables en raison d'un contre-la-montre individuel et d'un contre-la-montre par équipes, Rodríguez figure en dixième position au classement général et devance l'ensemble des autres favoris. Rodríguez prend le maillot rose de leader au Canadien Ryder Hesjedal en remportant la dixième étape dont il était le favori. Il perd le maillot de leader quatre jours plus tard au profit d'Hesjedal et se retrouve deuxième du classement à neuf secondes du Canadien. Rodríguez, deuxième de la 15e étape derrière Matteo Rabottini, reprend le maillot rose en distançant l'ensemble de ses adversaires dans le final de la dernière montée. Il compte alors 30 secondes d'avance sur Hesjedal qui repasse deuxième. Deux jours plus tard, il remporte devant Ivan Basso la 17e étape au terme d'un sprint à six et conserve ainsi son avantage au classement général sur Hesjedal. À l'issue de la dernière étape de montagne, Rodríguez compte 31 secondes d'avance sur le Canadien. Cet écart se révèle insuffisant lors du contre-la-montre qui clôture ce Giro le lendemain : Hesjedal, plus à l'aise dans l'exercice que Rodríguez, reprend 47 secondes à l'Espagnol et s'impose finalement avec 16 secondes d'avance sur lui. Rodríguez prend alors la tête de l'UCI World Tour aux dépens de Tom Boonen qu'il cède à Bradley Wiggins à l'issue du Tour de France.
De retour en août, Rodríguez aide tout d'abord son équipier Daniel Moreno à remporter le Tour de Burgos. Huitième ensuite de la Classique de Saint-Sébastien, il est outsider au départ du Tour d'Espagne derrière Christopher Froome et Alberto Contador. Battu in extremis par Alejandro Valverde à Arrate lors de la 3e étape, Rodríguez endosse le maillot rouge pour une seconde d'avance sur Froome le lendemain en raison d'une chute de Valverde, alors en tête, à la suite d'une bordure créée par l'équipe Sky. Purito conforte ensuite sa place de leader en remportant la 6e étape et en se classant deuxième des 8e et 9e étapes. Il compte alors 53 secondes d'avance sur Froome. Alors qu'il s'attend à perdre entre deux et trois minutes lors du contre-la-montre de Pontevedra, Rodríguez est septième de cette étape à 1 minute 16 secondes du vainqueur, Fredrik Kessiakoff et sauve ainsi son maillot rouge pour une seconde sur Alberto Contador,. Vainqueur devant Contador des 12e et 14e étapes et troisième de la 16e étape, toutes se terminant par des arrivées en montée, Rodríguez porte son avance sur son rival à vingt-huit secondes. Au lendemain de la deuxième journée de repos, Contador attaque à 50 kilomètres de l'arrivée de la 17e étape, durant l'ascension de la Collada La Hoz. Il distance Rodríguez et bénéficie de l'aide de trois coéquipiers présents dans l'échappée du jour puis de celle de Paolo Tiralongo pour accentuer son avantage. Contador s'impose avec 2 minutes 38 secondes et prend alors le maillot rouge, Rodríguez reculant à la troisième place derrière Alejandro Valverde à 2 minutes 28 secondes de la tête,. La dernière étape de montagne ne change pas l'ordre du classement général, Rodríguez termine troisième à Madrid à 1 minute 37 secondes de Contador. Cependant, Rodríguez, alors en tête des classements par points et du combiné au départ de la dernière étape, perd ces deux maillots distinctifs au profit d'Alejandro Valverde qui empoche les points qui lui manquaient en terminant sixième du sprint d'arrivée.
Purito est ensuite 39e de la course en ligne des championnats du monde. Le 29 septembre, dans des conditions dantesques, il devient le premier Espagnol à remporter le Tour de Lombardie, à la suite d'une échappée solitaire lancée dans la dernière ascension du monument italien. Il devance finalement Samuel Sánchez et Rigoberto Urán pour remporter selon lui sa plus grande victoire et reprend alors la tête du World Tour à Bradley Wiggins. Wiggins ne participant pas à la dernière course répertoriée de la saison, le Tour de Pékin, Joaquim Rodríguez est le vainqueur du classement en fin d'année,. Rodríguez décide de rester dans l'équipe Katusha en 2013 malgré lui, se plaignant d'une non-revalorisation de son salaire.

#### Doublé sur le Tour de Lombardie et places d'honneurs sur les grandes courses en 2013

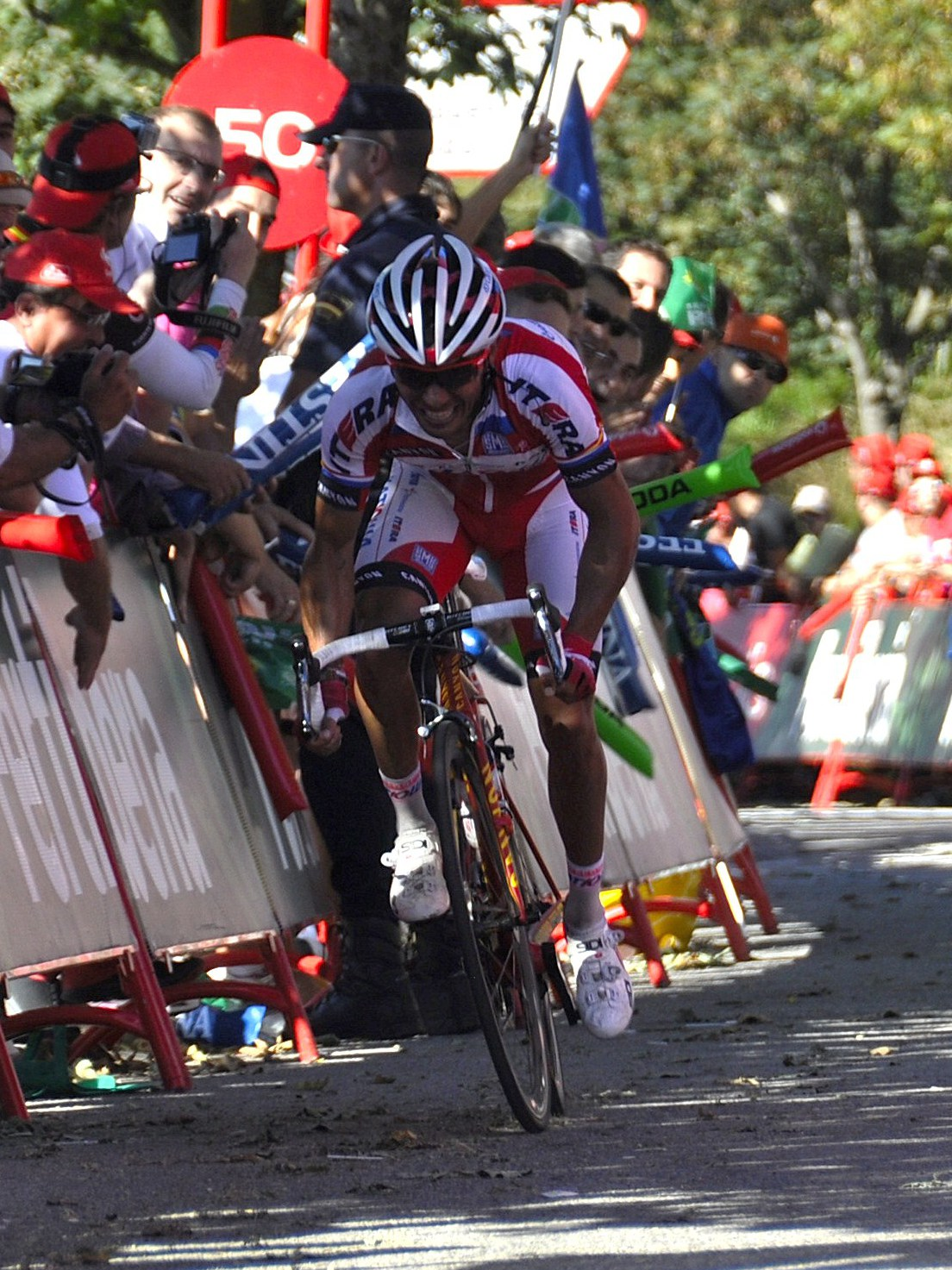
Joaquim Rodríguez à 25 mètres de la victoire lors de la du Tour d'Espagne 2013

Joaquim Rodríguez a comme objectif principal le Tour de France et compte aussi être présent sur les classiques ardennaises. En décembre 2012, l'équipe Katusha perd sa licence World Tour et est donc contrainte de demander des invitations pour pouvoir participer aux épreuves de ce niveau, dont fait partie le Tour de France. Alors que l'équipe russe fait appel de sa rétrogradation, Rodríguez annonce qu'il quittera son équipe en cas de décision défavorable à Katusha. Le tribunal arbitral du sport donne raison à Katusha, réintégrant ainsi l'équipe dans le World Tour et l'Espagnol reste dans la formation russe.
Après un Tour de San Luis discret (55e du classement général), Joaquim Rodríguez remporte sa première victoire de la saison en février lors du Tour d'Oman. Il gagne la quatrième étape qui se termine par une arrivée en montée et devance Christopher Froome. Il termine troisième le lendemain et quatrième du classement général. Sur Tirreno-Adriatico, il se classe neuvième au sommet de Prati di Tivo sur la 4e étape, puis s'impose le lendemain. Il prend la troisième place de la sixième étape disputée sous la pluie et marquée par de très fortes pentes. Après le contre-la-montre final, il termine cinquième à deux secondes d'Alberto Contador, troisième. Il est très déçu de ce résultat. Quelques jours plus tard, il se présente au départ du Tour de Catalogne. Il finit huitième de la première étape, au sein d'un groupe de treize coureurs qui devance le peloton de 28 secondes. Il prend ensuite la troisième place de la troisième étape, arrivant au sommet de Vallter 2000, s'emparant ainsi de la deuxième place du classement général. Le lendemain, il est deuxième au sommet du Port Ainé, puis termine également deuxième du classement général. Lors des classiques ardennaises, il chute et abandonne sur l'Amstel Gold Race. Il réussit néanmoins à se classer sixième de la Flèche wallonne et deuxième de Liège-Bastogne-Liège. En mai, son contrat avec Katusha est prolongé jusqu'en fin d'année 2015.
En préparation du Tour de France, Rodríguez est en juin seizième du Critérium du Dauphiné. Sur le Tour de France, l'Espagnol intègre les dix premiers du classement général après sa onzième place au sommet d'Ax 3 Domaines à plus de deux minutes de Christopher Froome. Il en sort après le premier contre-la-montre individuel. 56e de cette étape, Rodríguez devient onzième au classement général à près de six minutes de Froome. Quatrième au sommet du mont Ventoux lors de la quinzième étape, il conclut cette deuxième semaine en huitième position à 7 minutes 11 secondes de Froome, mais à moins de trois minutes du podium. Dans la troisième semaine, Rodríguez est tout d'abord troisième à 10 secondes de Froome dans le second contre-la-montre individuel puis cinquième de la dix-huitième étape marquée par une double ascension de L'Alpe d'Huez. Lors de cette étape, seul Nairo Quintana le devance parmi les protagonistes du classement général, Rodríguez devient alors cinquième du classement général à près de six minutes de Froome, mais à moins d'une minute d'Alberto Contador, deuxième. Lors de la dernière étape de montagne, il lance en compagnie de Nairo Quintana une attaque qui distance Contador dans la montée du Semnoz. Assurant le rythme ensuite dans l'optique du podium, Rodríguez est devancé au sommet par Quintana mais devient troisième du classement général, derrière Froome et le Colombien. Il termine troisième à Paris, devenant ainsi le deuxième coureur après Herman Van Springel à avoir figuré sur le podium de chaque grand tour sans en avoir remporté un seul.
Rodríguez enchaîne en août par une participation au Tour d'Espagne où il ambitionne de s'imposer pour la première fois sur un grand tour. Il a comme adversaire principal l'Italien Vincenzo Nibali. La course commence par un contre-la-montre par équipes où Katusha concède 59 secondes à l'équipe Astana de Nibali. Dominé ensuite dans la troisième étape par Christopher Horner et Alejandro Valverde, Rodríguez intègre les dix premiers du classement général à l'issue de la huitième étape. Le lendemain, troisième de la montée de Valdepeñas de Jaén, il progresse en sixième position d'un classement général dominé par le vainqueur du jour, son coéquipier Daniel Moreno. Progressant d'une place le lendemain au détriment de Moreno, il dépasse ensuite Nicolas Roche au terme de la quatorzième étape pour se retrouver quatrième à près de trois minutes du leader Nibali. Rodríguez s'impose ensuite lors de la montée du Naranco dans la dix-neuvième étape, se situant alors à moins de deux minutes du nouveau leader, Christopher Horner. La montée de l'Alto de l'Angliru ne change pas le classement final de Rodríguez sur cette Vuelta, qu'il termine donc quatrième à 3 minutes 22 secondes d'Horner. Sélectionné ensuite pour la course en ligne des championnats du monde de Florence, il figure avec son compatriote Alejandro Valverde parmi le quatuor de coureurs qui se dispute la victoire. Après s'être échappé en solitaire dans les derniers kilomètres, Rodríguez est rejoint dans le dernier kilomètre par le Portugais Rui Costa que Valverde n'a pu suivre dans son attaque. L'arrivée se dispute au sprint et Rodríguez est alors devancé par Rui Costa. Le 6 octobre il remporte le Tour de Lombardie pour la deuxième année consécutive en attaquant à 9 kilomètres de l'arrivée. Il s'impose devant Alejandro Valverde et le Polonais Rafał Majka. Cette victoire lui permet de prendre la tête de l'UCI World Tour, classement qu'il remporte en fin d'année avec 607 points, vingt points devant Christopher Froome.

#### 2014

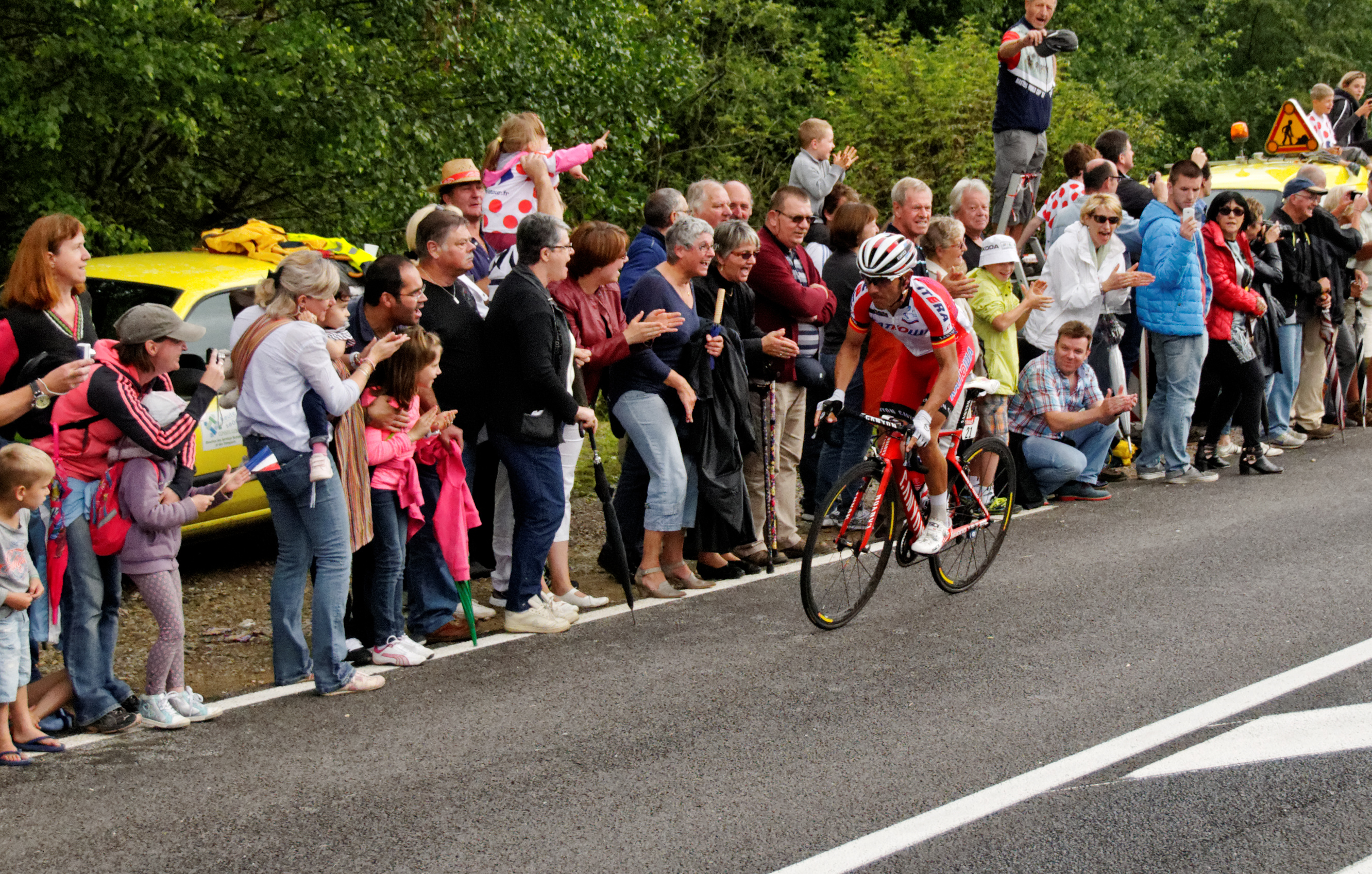
Joaquim Rodríguez lors de la 10e étape du Tour de France 2014

Joaquim Rodríguez a comme objectif principal pour 2014 le Tour d'Italie et le Tour d'Espagne. Il vise également la course en ligne des championnats du monde et Liège-Bastogne-Liège. Il prévoit de commencer sa saison par le Tour de San Luis. Après l'épreuve argentine, Rodríguez est en février quatrième du Tour d'Oman. En mars, à La Molina, il gagne en montagne la troisième étape du Tour de Catalogne, une course UCI World Tour, devant Alberto Contador et prend la tête de l'épreuve devant son compatriote. Il conserve son avantage jusqu'au terme de la course catalane et la gagne pour la deuxième fois. En avril, sur les classiques ardennaises, il chute et abandonne l'Amstel Gold Race. Il s'y casse alors deux côtes, ce qu'il révèle après son abandon au Tour d'Italie. Il ne peut ensuite jouer un rôle dans la Flèche wallonne et Liège-Bastogne-Liège. Il vise ensuite une première victoire dans un grand tour lors du Tour d'Italie qu'il aborde parmi les favoris. Le Giro commence par un contre-la-montre par équipes disputé dans Belfast en Irlande du Nord. Dans une course perturbée par la pluie, l'équipe de Rodríguez ne termine que dix-neuvième et l'Espagnol cède entre 38 secondes et 1 minute 28 secondes sur des prétendants à la victoire. Malgré la préparation de son équipe, et notamment Daniel Moreno, Rodríguez ne profite pas de la cinquième étape, dont l'arrivée est favorable à son style de course, pour reprendre du temps à ses principaux adversaires. Le lendemain, la pluie rend la route de fin d'étape glissante. Plusieurs chutes se produisent à 10 kilomètres de l'arrivée et Rodríguez est impliqué. Il termine l'étape à 7 minutes 43 secondes des premiers et perd alors tout espoir de victoire finale. Après l'étape, des examens médicaux révèlent qu'en plus des fractures de l'Amstel Gold Race, il est atteint de fractures à un doigt et une côte, ainsi que de contusions multiples sur son côté gauche. Il abandonne alors ce Giro,. Il annonce alors participer au Tour de France, où il a comme objectif des victoires d'étapes. Auteur de plusieurs offensives malgré une forme limitée, il ne parvient pas à remporter de victoire. Également intéressé par le maillot à pois de meilleur grimpeur, il y est battu par Rafał Majka et le vainqueur de cette Grande Boucle, Vincenzo Nibali. Dans la foulée, il est troisième de la Classique de Saint-Sébastien remportée par Alejandro Valverde. Il se présente ensuite au Tour d'Espagne dont il est un des favoris. Il termine quatrième de l'épreuve.
Initialement présélectionné pour les championnats du monde, il est retenu pour la course en ligne, où il termine 33e. Il conclut sa saison par une huitième place sur le Tour de Lombardie.

#### 2015
Tenant du titre, Joaquim Rodríguez renonce à participer au Tour de Catalogne à la veille du départ de cette course en raison d'un virus à l'estomac. Il remporte pour la première de sa carrière le Tour du Pays basque. Il termine quatrième de la Flèche wallonne et troisième de Liège-Bastogne-Liège. Sur le Tour de France, il remporte deux étapes, au sommet du mur de Huy et au plateau de Beille mais subit une défaillance dans le col du Glandon lors de la 18e étape arrivant à Saint-Jean-de-Maurienne. Il termine deuxième du Tour d'Espagne après avoir remporté une étape.
Rodríguez est sélectionné pour la course en ligne des championnats du monde de Richmond. Il est l'un des deux chefs de file espagnols avec Alejandro Valverde mais ne termine pas la course. Prévu sur le Tour de Lombardie, une blessure au genou droit causée au cours d'un entraînement l'amène à renoncer à s'aligner sur cette épreuve.

#### 2016: dernière année chez Katusha
Malade, il n'évolue pas à son meilleur niveau lors de la première partie de la saison. Il retrouve quelque peu la forme avec une cinquième place sur le Tour du Pays basque, puis une huitième place lors de Liège-Bastogne-Liège. Il dispute en juillet le Tour de France. Le 11 juillet, lors de la première journée de repos du, il annonce mettre un terme à sa carrière à l'issue de la saison. Il se montre régulier tout au long de la course et se classe septième du classement général final. Dans la foulée, il termine quatrième de la Classique de Saint-Sébastien. Rodríguez ainsi qu'Alejandro Valverde, Jonathan Castroviejo, Imanol Erviti et Ion Izagirre constituent la sélection espagnole pour la course en ligne des Jeux olympiques. Il obtient un diplôme olympique en terminant à la cinquième place et déclare mettre un terme à sa carrière à l'issue de cette épreuve. Il bénéficie durant la course du soutien de Valverde, habituel rival de Rodríguez.
Il reprend finalement la compétition fin septembre lors de Milan-Turin et participe au total à trois courses - pour trois abandons - jusqu'au Tour de Lombardie. En fin d'année, il est classé 16e du classement World Tour et 35e du Classement mondial UCI. Il envisage de poursuivre sa carrière en 2017 et signe pour une saison au sein de la nouvelle équipe World Tour Bahrain-Merida, sans être certain de reprendre la compétition. Il décide par la suite de ne pas continuer sa carrière et de rejoindre le staff technique de cette équipe. Il révèle en 2022 avoir arrêté prématurément sa carrière après avoir appris qu'il était atteint d'une pathologie cardiaque : une bicuspidie valvulaire aortique couplée à une déformation de l'aorte.

## Caractéristiques, performances et capacités physiques
Joaquim Rodríguez est un puncheur-grimpeur. Il est considéré comme un spécialiste des pentes au fort pourcentage,. Il gagne ainsi deux fois à Montelupone sur Tirreno-Adriatico avec des passages à 18 % lors des éditions 2008 et 2009. En France, il s'impose à Mende sur le Tour dans la montée Laurent-Jalabert sur des pourcentages à plus de 10 %. Lors de la Vuelta 2010, Purito gagne à Peña Cabarga sur une montée de 6 km à 9 % de moyenne avec des passages entre 12 % et 19 %. En 2011, c'est à Valdepeñas de Jaén et San Lorenzo de El Escorial qu'il remporte des étapes sur des montées finales comportant des passages de plus de 20 %. Adepte des trois classiques ardennaises que sont l'Amstel Gold Race, la Flèche wallonne et Liège-Bastogne-Liège, il remporte la Flèche wallonne 2012 au sommet du mur de Huy et termine au moins une édition des deux autres classiques ardennaises à la deuxième place. Par ailleurs, il se sent plus à l'aise sur la Flèche wallonne et Liège-Bastogne-Liège. Il est en revanche beaucoup moins à l'aise en contre-la-montre mais il travaille cet exercice spécifique en vue d'améliorer ses classements lors des courses à étapes.
Principalement équipier d'Alejandro Valverde lors de son passage dans l'équipe Caisse d'Épargne, son transfert dans l'équipe Katusha lui permet de devenir le leader de sa formation,,. Il est comparé régulièrement à Raymond Poulidor en France en raison de ses nombreux podiums mais de son faible nombre de victoires dans les grandes courses. Sa victoire au Tour de Lombardie 2012 fait que cette comparaison est moins forte pour les courses d'un jour mais elle reste présente en 2013 en raison de ses podiums au Tour de France, sur Liège-Bastogne-Liège et au championnat du monde sur route,.
Antoine Vayer considère à partir des calculs de puissances développées dans les cols comme seuil du dopage « avéré » les 410 watts moyens alors qu'il le juge « miraculeux » au-delà de 430 et « mutant » au-delà de 450. Lors du Tour d'Espagne 2012, Rodríguez développe plus de 420 watts moyens sur les cinq ascensions cibles. L'interprétation des données de puissance est cependant complexe car elle devrait prendre en compte de nombreux facteurs et les analyses de Vayer sont contestées. Frédéric Grappe, entraîneur dans le cyclisme et docteur en Science spécialisé dans la physiologie de l’entraînement sportif, a mis au point pour la FDJ le PPR (« profil de puissance record »). Selon Ross Tucker spécialiste en performance sportive, les modèles de calcul de puissances (CPL, DrF, BCR, rst, etc.) ont des résultats différents selon leurs méthodes de calcul des variables environnementales (température, humidité, direction, vitesse du vent, etc.), variables de courses (profil et durée de l'étape, placement de l'étape dans le tour, etc.) ou les performances du coureur (rendement énergétique qui varie de 21 à 27 %, pourcentage d’exploitation de la VO2max, etc.).

## Palmarès, résultats, classements et distinctions

### Palmarès amateur
- 1999
  - 1re étape du Tour de Ségovie
  - 2e de la Prueba Ermúa
  - 3e de l'Insalus Saria
- 2000
  - Insalus Saria
  - Subida a Gorla
  - Mémorial Valenciaga
  - Subida a Urraki
  - 2e du Mémorial Etxaniz
  - 3e du Tour de la Bidassoa

### Palmarès professionnel
| - 2001 - Escalade de Montjuïc : - Classement général - 1rea étape - 3e de la Subida a Urkiola - 2003 - 6e étape de Paris-Nice - 1re (contre-la-montre par équipes) et 8e étapes du Tour d'Espagne - 2e du Challenge de Majorque - 3e de l'Escalade de Montjuïc - 2004 - Classement général de la Semaine catalane - 2e de l'Escalade de Montjuïc - 10e de Tirreno-Adriatico - 2005 - Subida a Urkiola - Classement de la montagne du Tour d'Espagne - 2e de Tour de Burgos - 2e de la Classique de Saint-Sébastien - 3e de l'Escalade de Montjuïc - 2006 - 5e étape de Paris-Nice - 1rea étape de l'Escalade de Montjuïc - 3e de la Klasika Primavera - 3e de l'Escalade de Montjuïc - 2007 - Champion d'Espagne sur route - Prueba Villafranca de Ordizia - Klasika Primavera - 2e du Grand Prix Miguel Indurain - 9e du Tour du Pays basque - 10e de Paris-Nice - 2008 - 3e étape de Tirreno-Adriatico - 3e du Grand Prix Miguel Indurain - 6e du Tour d'Espagne - 6e du championnat du monde sur route - 8e de l'Amstel Gold Race - 8e de la Flèche wallonne - 8e de Liège-Bastogne-Liège - 2009 - 4e étape de Tirreno-Adriatico - 2e étape du Tour de Burgos - 2e de Liège-Bastogne-Liège - 2e de la Prueba Villafranca de Ordizia - Médaillé de bronze du championnat du monde sur route - 7e du Tour d'Espagne - 2010 - Vainqueur du classement mondial de l'UCI - Classement général du Tour de Catalogne - Grand Prix Miguel Indurain - 5e étape du Tour du Pays basque - 12e étape du Tour de France - 14e étape du Tour d'Espagne - 2e de la Flèche wallonne - 3e du Tour du Pays basque - 4e du Tour d'Espagne, - 5e de la Classique de Saint-Sébastien - 6e de Paris-Nice - 7e du Tour de France, - 9e du Tour de Suisse - 2011 - 1re étape du Tour du Pays basque - 6e et 7e étapes du Critérium du Dauphiné - Tour de Burgos : - Classement général - 2e étape - 5e et 8e étapes du Tour d'Espagne - 2e de l'Amstel Gold Race - 2e de la Flèche wallonne - 3e du Circuit de Getxo - 3e de la Classique de Saint-Sébastien - 3e du Tour de Lombardie - 4e du Tour d'Italie, - 5e du Critérium du Dauphiné | - 2012 - Classement UCI World Tour - 6e étape de Tirreno-Adriatico - 4e et 5e étapes du Tour du Pays basque - Flèche wallonne - Tour d'Italie : - Classement par points - 10e et 17e étapes - 6e, 12e et 14e étapes du Tour d'Espagne - Tour de Lombardie - 2e du Tour du Pays basque - 2e du Tour d'Italie - 3e du Tour d'Espagne - 6e de Tirreno-Adriatico - 8e de la Classique de Saint-Sébastien - 2013 - Classement UCI World Tour - 4e étape du Tour d'Oman - 5e étape de Tirreno-Adriatico - 19e étape du Tour d'Espagne - Tour de Lombardie - Médaillé d'argent au championnat du monde sur route - 2e du Tour de Catalogne - 2e de Liège-Bastogne-Liège - 3e du Tour de France - 4e du Tour d'Espagne - 5e de Tirreno-Adriatico - 6e de la Flèche wallonne - 2014 - Tour de Catalogne : - Classement général - 3e étape - 3e de la Classique de Saint-Sébastien - 4e du Tour d'Espagne - 8e du Tour de Lombardie - 2015 - Tour du Pays basque : - Classement général - 3e et 4e étapes - 3e et 12e étapes du Tour de France - Tour d'Espagne : - Classement du combiné - 15e étape - 2e du Tour d'Espagne - 3e de Liège-Bastogne-Liège - 4e de la Flèche wallonne - 5e de la Classique de Saint-Sébastien - 8e du Critérium du Dauphiné - 2016 - 4e de la Classique de Saint-Sébastien - 5e du Tour du Pays basque - 5e de la course en ligne des Jeux olympiques - 7e du Tour de France - 8e de Liège-Bastogne-Liège |

### Résultats sur les grands tours

#### Tour de France
5 participations
- 2010 : 7e[N 1],[15], vainqueur de la 12e étape
- 2013 : 3e
- 2014 : 54e
- 2015 : 29e, vainqueur des 3e et 12e étapes
- 2016 : 7e

#### Tour d'Italie
7 participations
- 2001 : 80e
- 2005 : 80e
- 2008 : 17e
- 2009 : abandon (11e étape)
- 2011 : 4e[N 3],[28]
- 2012 : 2e,  vainqueur du classement par points, vainqueur des 10e et 17e étapes,  maillot rose pendant 10 jours
- 2014 : non-partant (7e étape)

#### Tour d'Espagne
12 participations
- 2003 : 26e, vainqueur des 1re (contre-la-montre par équipes) et 8e étapes ,  maillot or pendant 2 jours
- 2004 : 42e
- 2005 : 37e,  vainqueur du classement de la montagne
- 2006 : 17e
- 2008 : 6e
- 2009 : 7e
- 2010 : 4e[N 4],[116], vainqueur de la 14e étape,  maillot rouge pendant 2 jours
- 2011 : 19e, vainqueur des 5e et 8e étapes,  maillot rouge pendant 1 jour
- 2012 : 3e, vainqueur des 6e, 12e et 14e étapes,  maillot rouge pendant 13 jours
- 2013 : 4e, vainqueur de la 19e étape
- 2014 : 4e
- 2015 : 2e,  vainqueur du classement du combiné, vainqueur de la 15e étape,  maillot rouge pendant 1 jour

### Classiques et championnats du monde
| Année | Milan-San Remo | Amstel Gold Race | Flèche wallonne | Liège- Bastogne-Liège | Classique de Saint-Sébastien | Tour de Lombardie | Championnats du monde |
| ----- | -------------- | ---------------- | --------------- | --------------------- | ---------------------------- | ----------------- | --------------------- |
| 2001  | -              | -                | -               | -                     | 54e                          | -                 | -                     |
| 2002  | -              | -                | -               | -                     | -                            | -                 | -                     |
| 2003  | -              | 18e              | -               | -                     | 137e                         | 32e               | -                     |
| 2004  | 112e           | -                | 72e             | 70e                   | 30e                          | 20e               | -                     |
| 2005  | -              | 29e              | 24e             | 25e                   | 2e                           | -                 | -                     |
| 2006  | -              | 97e              | 34e             | 12e                   | -                            | Abandon           | -                     |
| 2007  | -              | 11e              | 76e             | 75e                   | 55e                          | Abandon           | 65e                   |
| 2008  | 59e            | 8e               | 8e              | 8e                    | 12e                          | 28e               | 6e                    |
| 2009  | -              | 43e              | 29e             | 2e                    | 34e                          | Abandon           | 3e                    |
| 2010  | -              | Abandon          | 2e              | 43e                   | 5e                           | -                 | -                     |
| 2011  | -              | 2e               | 2e              | 26e                   | 3e                           | 3e                | -                     |
| 2012  | -              | 24e              | Vainqueur       | 15e                   | 8e                           | Vainqueur         | 39e                   |
| 2013  | -              | Abandon          | 6e              | 2e                    | -                            | Vainqueur         | 2e                    |
| 2014  | -              | Abandon          | 70e             | Abandon               | 3e                           | 8e                | 33e                   |
| 2015  | -              | 32e              | 4e              | 3e                    | 5e                           | -                 | Abandon               |
| 2016  | -              | Abandon          | 28e             | 8e                    | 4e                           |                   |                       |

### Classements mondiaux
Jusqu'en 2004, le classement UCI concerne tous les coureurs ayant obtenu des points lors de courses du calendrier international de l'Union cycliste internationale (324 courses en 2004). En 2005, l'UCI ProTour et les circuits continentaux sont créés, ayant chacun leur classement. De 2005 à 2008, le classement de l'UCI ProTour classe les coureurs membres d'équipes ProTour en fonction des points qu'ils ont obtenu lors des courses du calendrier UCI ProTour, soit 28 courses en 2005, 27 en 2006, 26 en 2007. En 2008, le calendrier du ProTour est réduit à 15 courses en raison du conflit entre l'UCI et les organisateurs de plusieurs courses majeures. Les trois grands tours, Paris-Roubaix, la Flèche wallonne, Liège-Bastogne-Liège, le Tour de Lombardie, Tirreno-Adriatico et Paris-Nice ne sont donc pas pris en compte dans le classement ProTour 2008. En 2009 et 2010, un « classement mondial UCI » remplace le classement ProTour. Il prend en compte les points inscrits lors des courses ProTour et des courses qui n'en font plus partie, regroupées dans un « calendrier historique », soit au total 24 courses en 2009 et 26 en 2010. Ce nouveau classement prend en compte les coureurs des équipes continentales professionnelles. En 2011, l'UCI ProTour devient l'UCI World Tour et reprend dans son calendrier les courses qui l'avaient quitté en 2008. Il comprend 27 courses en 2011.
Joaquim Rodríguez apparaît pour la première fois au classement UCI en 2001. Il occupe la première place du classement mondial à la fin des années 2010, 2012 et 2013.
| Année                  | 2001 | 2002 | 2003 | 2004 | 2005 | 2006 | 2007 | 2008 | 2009 | 2010 | 2011 | 2012 | 2013 | 2014 | 2015 | 2016 |
| ---------------------- | ---- | ---- | ---- | ---- | ---- | ---- | ---- | ---- | ---- | ---- | ---- | ---- | ---- | ---- | ---- | ---- |
| Classement UCI         | 563e | 603e | 133e | 119e |      |      |      |      |      |      |      |      |      |      |      |      |
| Classement ProTour     |      |      |      |      | 74e  | 139e | 115e | 90e  |      |      |      |      |      |      |      |      |
| Calendrier mondial UCI |      |      |      |      |      |      |      |      | 32e  | 1er  |      |      |      |      |      |      |
| UCI World Tour         |      |      |      |      |      |      |      |      |      |      | 3e   | 1er  | 1er  | 12e  | 2e   | 16e  |
| UCI America Tour       |      |      |      |      |      |      |      |      |      |      |      |      |      |      |      | 9e   |
| Classement mondial UCI |      |      |      |      |      |      |      |      |      |      |      |      |      |      |      | 35e  |

### Distinctions
- Prix Franco Ballerini : 2012 et 2013
- 3e du Vélo d'or en 2012